# ونسا برنچ
 ونسا برنچ (انگلیسی: Vanessa Branch؛ زادهٔ ۲۱ مارس ۱۹۷۳) یک هنرپیشه، و تهیه‌کننده اهل ایالات متحده آمریکا است. وی از سال ۱۹۹۹ میلادی تاکنون مشغول فعالیت بوده‌است.
از فیلم های او میتوان به ۵۰۰ مایل به سمت شمال اشاره کرد.